# Paul Smith (historien)
Pour les articles homonymes, voir Paul Smith.
Paul Smith, né le 13 avril 1951 à Brentwood (Angleterre), est un historien britannique ayant fait l'essentiel de sa carrière en France. Il est l'un des principaux spécialistes de l'histoire et du patrimoine industriel.

## Biographie
Paul Smith est titulaire d'un doctorat en histoire moderne, soutenu en 1980 au sein du Corpus Christi College de l'université de Cambridge. Sa thèse porte sur l'histoire politique de la Deuxième République française.
Il poursuit ensuite sa carrière en France, d'abord comme historien-chercheur auprès de deux entreprises, la Société d'exploitation industrielle des tabacs et des allumettes (SEITA) de 1979 à 1982 (mission de recensement d'archives historiques de 1670 à 2004), puis la Société nationale industrielle aérospatiale de 1982 à 1985. Il entre ensuite au sein des administrations centrales, et travaille pour le ministère de l'Équipement, puis au sein de la Direction de l'Architecture et du Patrimoine du ministère de la Culture à partir de 1986. Il poursuit ensuite une carrière de chercheur au ministère, pour l'Inventaire général du patrimoine culturel, et depuis 2010 au département du pilotage de la recherche et de la politique scientifique de la Direction générale des Patrimoines. Il y est l'un des principaux experts en matière de patrimoine industriel et de patrimoine des transports.
Paul Smith est secrétaire général du Comité d'information et de liaison pour l'archéologie, l'étude et la mise en valeur du patrimoine industriel.